# مغانك السفلي (بربرود الشرقي)
مغانك السفلی (بالفارسية: مغانک سفلی) هي قرية تقع في إيران في قسم بربرود الشرقي الریفي. يقدر عدد سكانها بـ 450 نسمة بحسب إحصاء 2016.